# Adam Petrouš
Adam Petrouš (Praga, 19 settembre 1977) è un ex calciatore ceco, di ruolo difensore.

## Palmarès

### Club

#### Competizioni nazionali
- Campionato ceco: 1

Slavia Praga: 1995-1996
- Coppa della Repubblica Ceca: 3

Slavia Praga: 1996-1997, 1998-1999, 2001-2002